# Tym cięższy ich upadek
Tym cięższy ich upadek – amerykański dramat z 1956 roku w reżyserii Marka Robsona. Ostatni film z udziałem Humphreya Bogarta.

## Fabuła
Bezrobotny dziennikarz sportowy Eddie Willis (Humphrey Bogart) zostaje wynajęty przez promotora boksu Nicka Benko (Rod Steiger) do spopularyzowania nowego pięściarza Toro Moreno (Mike Lane). Zwycięskie, ale ustawione walki torują drogę na szczyt Moreno, a kulminacją jest pokonanie byłego mistrza świata w boksie, który po walce nagle umiera. Eddie czuje się odpowiedzialny za tę śmierć i waha się czy dalej promować Moreno, który sam ma wątpliwości czy powinien dalej walczyć. Ostatecznie Eddie przekonuje boksera, że powinien wziąć udział w jeszcze jednej, ostatniej walce przeciwko mistrzowi świata. Tym razem walka jednak nie będzie ustawiona.

## Obsada
- Humphrey Bogart – Eddie Willis
- Rod Steiger – Nick Benko
- Jan Sterling – Beth Willis
- Mike Lane – Toro Moreno